# Ectropothecium andoi
Ectropothecium andoi är en bladmossart som beskrevs av Nishimura 1986. Ectropothecium andoi ingår i släktet Ectropothecium och familjen Hypnaceae. Inga underarter finns listade i Catalogue of Life.